# 岳阳路145号花园住宅
岳阳路145号花园住宅是中国上海的一座历史建筑，位于今徐汇区岳阳路145号（永嘉路口东南侧），毗邻永嘉路501号住宅。
岳阳路145号花园住宅建于1928年，这是一座法国式花园住宅，2层砖混结构。南立面对称，采用三段式划分，盔式红褐色瓦屋顶。此楼在1949年以后改为老干部局。
1994年，岳阳路145号花园住宅被列为第二批上海市优秀历史建筑，编号D-Ⅲ-028 。